# Станко Попстанков
Станко (Стамко) Дионисиев Попстанков (изписване до 1945 година: Станко попъ Станковъ) е български революционер, деец на Вътрешната македоно-одринска революционна организация и Вътрешната македонска революционна организация. 

## Биография
Стамко Попстанков е роден през 1884 година в град Енидже Вардар, тогава в Османската империя, днес в Гърция. Баща му е Дионис Станков, а негов брат е Георги Попстанков. Присъединява се към ВМОРО.
След завземането на областта от Гърция се изселва в България. Убит е в района на Петрич.